# Fornet de Sant Salvador
El Fornet de Sant Salvador és una obra de les Borges Blanques (Garrigues) inclosa a l'Inventari del Patrimoni Arquitectònic de Catalunya.

## Descripció
Fornet que recull l'aigüa de la pluja. Es tracta d'una construcció soterrada consistent en una volta apuntada que cobreix l'espai- receptacle de l'aigua. Està senyalat exteriorment per un arc apuntat que emmarca l'entrada al fornet. S'hi accedeix mitjançant unes escales a banda i banda, al costat hi ha un mur, perllongació de les partes interiors del fornet. El material usat són carreus de pedra. Actualment hi ha un enreixat de ferro que impedeix l'accés a l'aigua.